# Fernando Lúcio da Costa
Fernando Lúcio da Costa, conegut com a Fernandão, (Goiânia, 18 de març de 1978 - Aruanã, 7 de juny de 2014) fou un futbolista brasiler de les dècades de 1990 i 2000.

## Trajectòria
Després de jugar al Goiás de la seva ciutat natal marxa a França a l'Olympique de Marsella i cedit al Toulouse. Retornà al Brasil on defensà els colors de l'Internacional, on més tard en fou entrenador. Ajudà el club a guanyar la Copa Libertadores. També jugà a l'Al Gharafa i al São Paulo. Fou un cop internacional amb la selecció del Brasil.
El 7 de juny de 2014 va morir en un accident d'helicòpter a Aruanã, Brasil.

## Palmarès
- Copa Centro-Oeste: 2000, 2001
- Campionat goiano: 1996, 1997, 1998, 1999, 2000
- Campionat gaúcho: 2005, 2008
- Copa Libertadores de América: 2006
- Campionat del Món de Clubs de futbol: 2006
- Recopa Sudamericana: 2007